# Burden, Luxemburg
Burden är en ort i Luxemburg.   Den ligger i distriktet Diekirch, i den centrala delen av landet, 30 kilometer norr om huvudstaden Luxemburg. Burden ligger 342 meter över havet och antalet invånare är 450.
Terrängen runt Burden är kuperad norrut, men söderut är den platt.  Närmaste större samhälle är Ettelbruck, 4,0 kilometer söder om Burden. 
I omgivningarna runt Burden växer i huvudsak blandskog. Runt Burden är det tätbefolkat, med 286 invånare per kvadratkilometer.